# Distretto di Ranghulu
Il distretto di Ranghulu (让胡路区S, Rànghúlù QūP) è un distretto della Cina, situato nella provincia di Heilongjiang e amministrato dalla prefettura di Daqing.